# Stile Luigi XIII

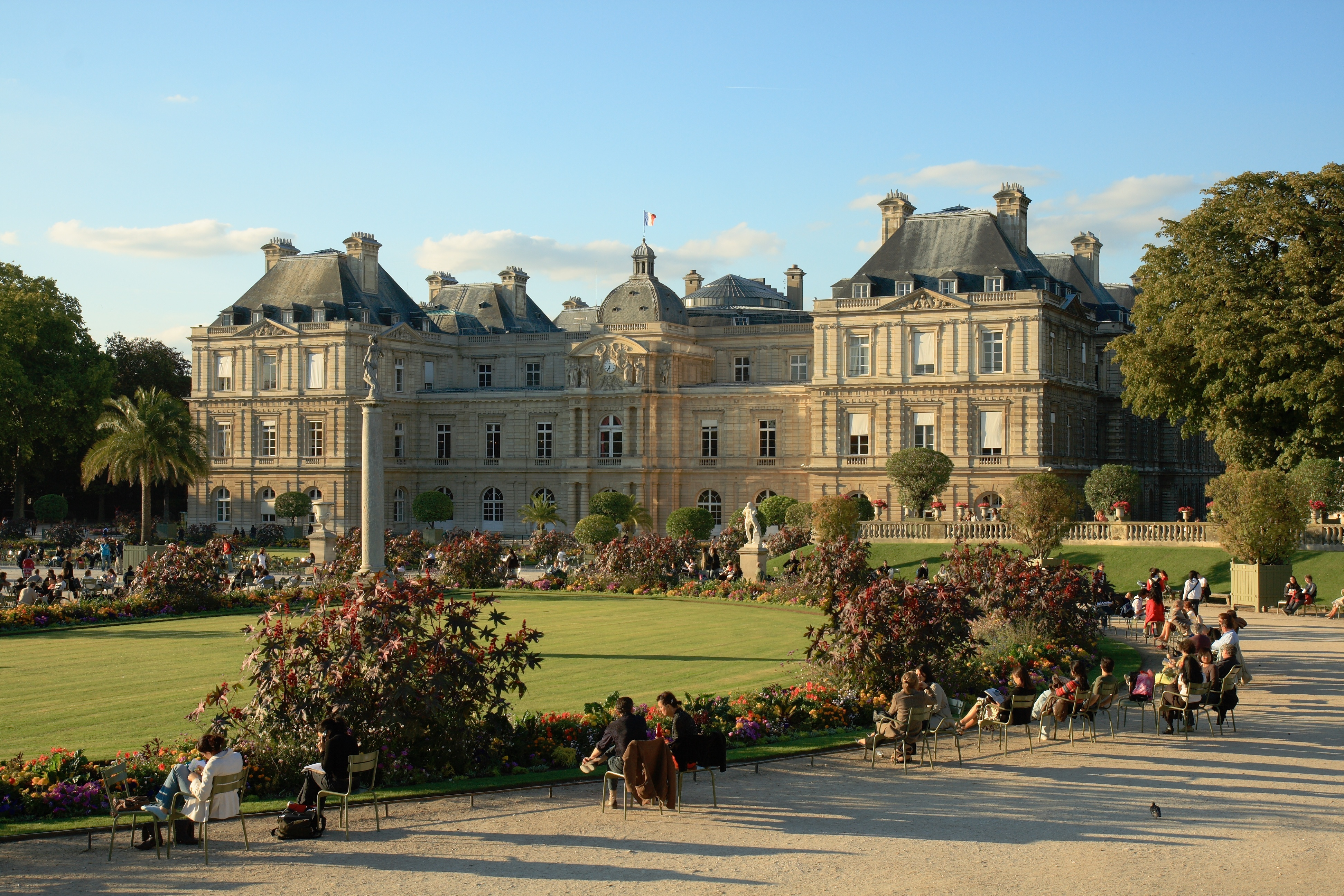
Il Palazzo del Lussemburgo a Parigi, esempio di architettura stile Luigi XIII

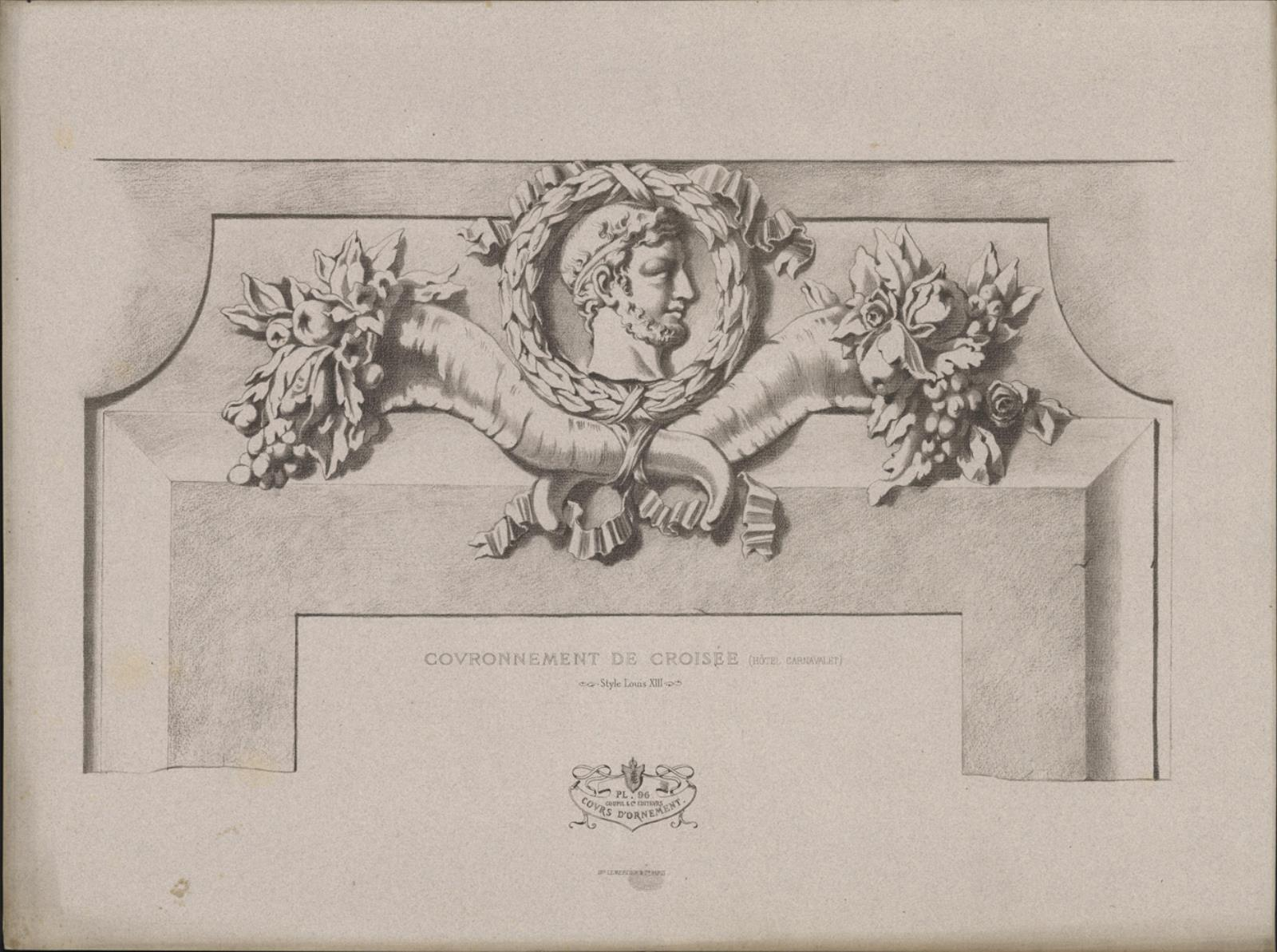
Disegno di stile Luigi XIII di un medaglione con delle cornucopie sotto di esso

Lo stile Luigi XIII o in francese Louis Treize fu uno stile dell'arte e dell'architettura francese del primo Seicento che si concentrò in particolare nelle arti decorative e visuali. Esso viene fatto tradizionalmente coincidere con il regno di Luigi XIII di Francia (1610–1643), da cui il nome. Sua madre e reggente, Maria de' Medici, aveva importato a suo tempo il manierismo dalla nativa Italia e l'influenza dell'arte italiana permarrà ancora molto forte nei decenni successivi anche in Francia.
I dipinti di stile Luigi XIII, invece, avranno per la prima volta un'influenza proveniente da nord, attraverso il barocco fiammingo e quello olandese, e da sud passando attraverso il manierismo ed il primo barocco italiani. Le scuole di pittori francesi dell'epoca si formarono attorno ad esempi come Caravaggio e Peter Paul Rubens. Tra i pittori francesi che trassero gli spunti della loro pittura dal manierismo si segnalano sicuramente Georges de La Tour, Simon Vouet e i fratelli Le Nain, i quali avranno un notevole ascendente anche sulla successiva generazione di pittori del classicismo francese come Nicolas Poussin e i suoi seguaci.
L'architettura di stile Luigi XIII fu allo stesso modo influenzata pesantemente dallo stile italiano. Il più grande architetto francese dell'epoca, Salomon de Brosse, disegnò ad esempio il Palazzo del Lussemburgo per Maria de' Medici. De Brosse iniziò una tradizione stilistica che venne poi continuata da Jacques Lemercier, il quale completò il palazzo e una delle opere più famose dello stile Luigi XIII dell'epoca, la cappella della Sorbona (1635).
Il mobilio dell'epoca era tipicamente massiccio e austero.

## Pittura

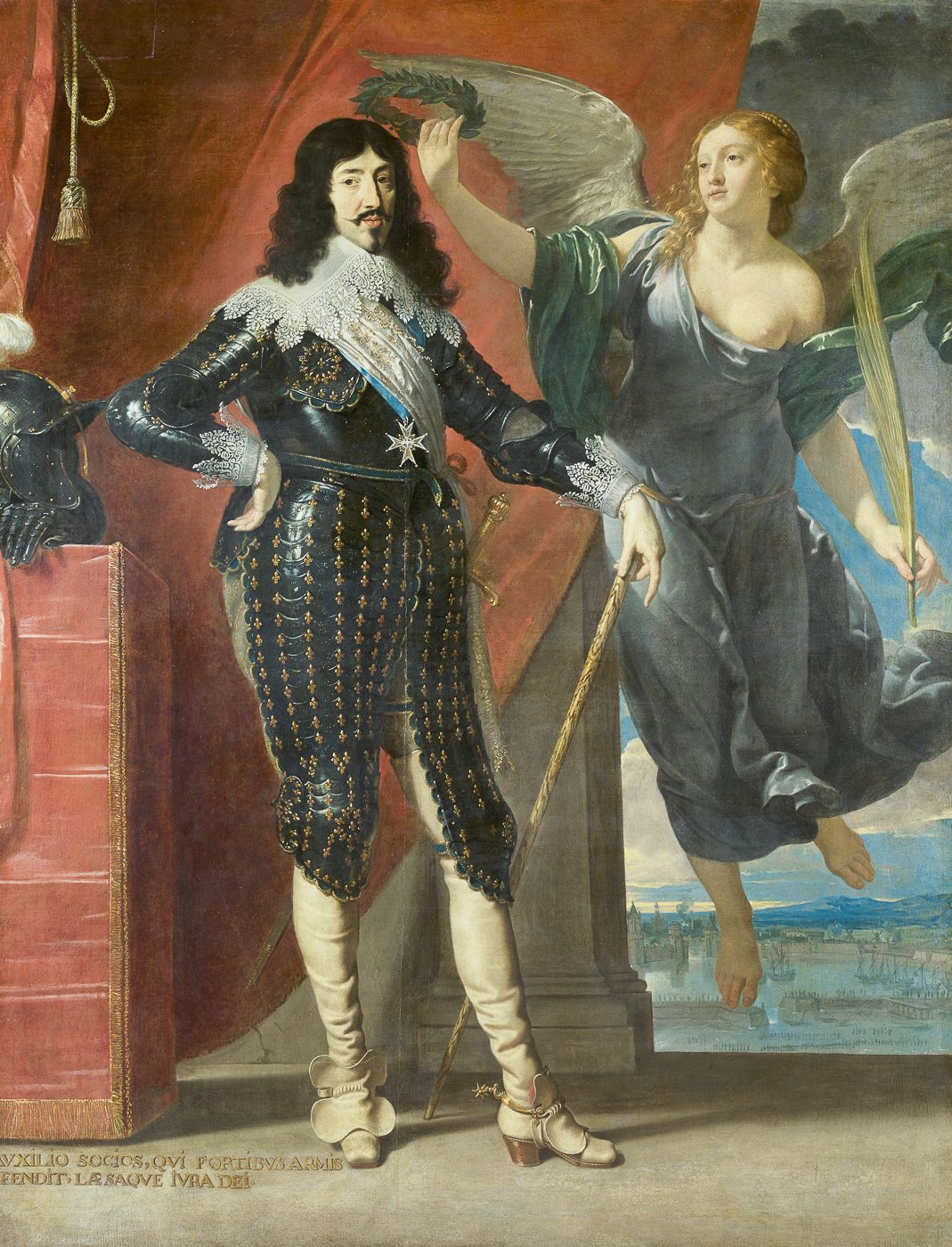
Philippe de Champaigne, Luigi XIII coronato dalla vittoria (dopo l'assedio di La Rochelle, 1628), 1635, Louvre, Parigi

La pittura francese all'epoca di Luigi XIII è probabilmente il genere nel quale lo stile ebbe modo di esprimersi al meglio. In contrasto con le epoche precedenti e con quelle successive, la pittura del primo Seicento francese offre un quadro relativamente con la giustapposizione di correnti molto diverse tra loro (in questo simile all'Italia). Fondamentalmente, i pittori attinsero notevolmente ai modelli italiano e fiammingo, ma i francesi generalmente tendevano ad adottare un approccio più razionale e moderato alla raffigurazione, in particolare nei ritratti. Alcuni dei pittori formatisi in quest'epoca, sopravvivranno in auge anche durante il regno di Luigi XIV.
I due pittori di corte, Simon Vouet ed Eustache Le Sueur, ed in particolare Nicolas Poussin furono tra coloro che brillarono nel campo della pittura mitologica, storica e religiosa con uno stile classico, d'influenza italiana. Vouet trascorse molti anni a Roma, dove inizialmente si formò sotto l'influenza di Caravaggio, tornando in Francia nel 1627. Richiamato a Parigi e nominato pittore del re, ebbe una notevole influenza su tutti gli altri artisti che lo seguirono, dipingendo per i palazzi reali del Louvre (dove anch'egli visse), di Saint-Germain-en-Laye, di Fontainebleau e per il Palazzo del Lussemburgo, residenza della regina Maria.

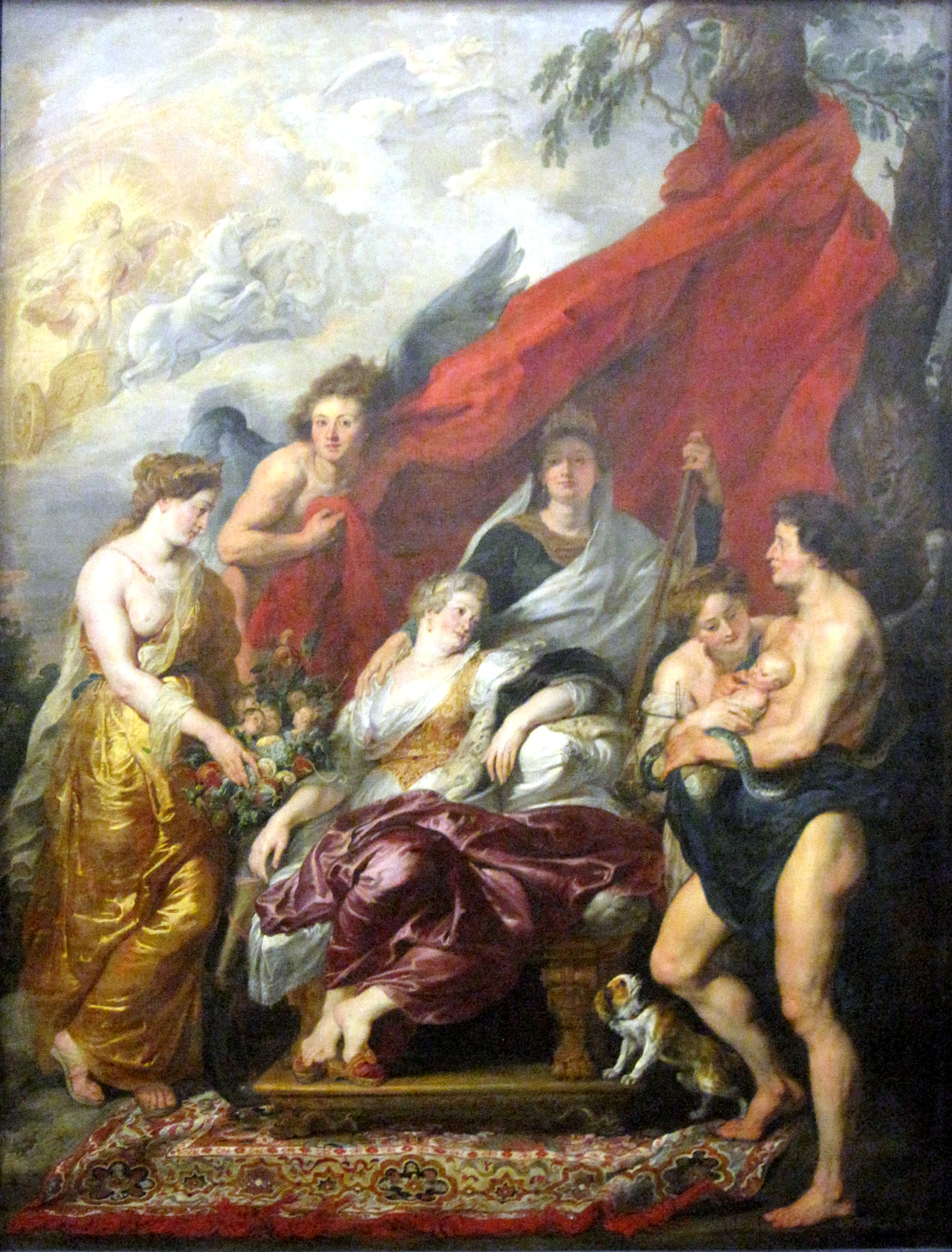
Peter Paul Rubens, Nascita del Delfino (Luigi XIII), 394 × 295 cm, 1621–1625, Louvre, Parigi. L'immagine fa parte del ciclo di 21 dipinti sulla vita di Maria de' Medici, che Rubens creò originariamente per il Palazzo del Lussemburgo.

Poussin trascorse la maggior parte della sua vita a Roma, ma pure ebbe un notevole successo in Francia: dipinse, tra le altre cose, alcuni dipinti per il cardinale Richelieu, grande amante dell'arte del suo tempo, per la sua residenza di campagna a Poitou; fu da questi invitato a Parigi per lavorare alle decorazioni del Louvre come "primo pittore del re" intorno al 1640-1642. Egual fortuna ebbe il pittore paesaggista Claude Lorrain.
I caravaggisti francesi Valentin de Boulogne, Nicolas Régnier e Nicolas Tournier si specializzarono nella realizzazione di scene religiose e di genere. Tra i caravaggisti francesi viene incluso anche Georges de la Tour il quale però reinterpretò in un modo tutto nuovo il concetto di chiaroscuro di Caravaggio e creò un nuovo tipo di pittura, originale e peculiare del suo stile. Questi, nativo della Lorena, si concentrò sul valore della luce nei dipinti, prediligendo fonti artificiali come candele o fuochi accesi. Anche i fratelli Le Nain ricorsero al chiaroscuro caravaggesco, ma lo mischiarono con influenze olandesi nelle loro opere. Erano particolarmente noti per le loro scene pastorali ed agresti (ad esempio Famiglia contadina e pasto contadino (1642) di Louis Le Nain, Louvre, Parigi).
Philippe de Champaigne, che venne a Parigi con Rubens nel 1621 per lavorare per conto di Maria de Medici al Palazzo del Lussemburgo, creò anch'egli un proprio stile. Champaigne fu nominato pittore di corte dalla regina nel 1628. Questi mescolò insieme vari modelli olandesi e fiamminghi con il classicismo romano-bolognese e un chiaroscuro moderato, ricevendo importanti commissioni a Parigi. Particolarmente famosi sono i suoi ritratti di Luigi XIII di Francia e del cardinale Richelieu.
Nella scultura si distinsero Jacques Sarazin e Jean Warin per quanto, tuttavia, le loro opere non eccelsero mai.

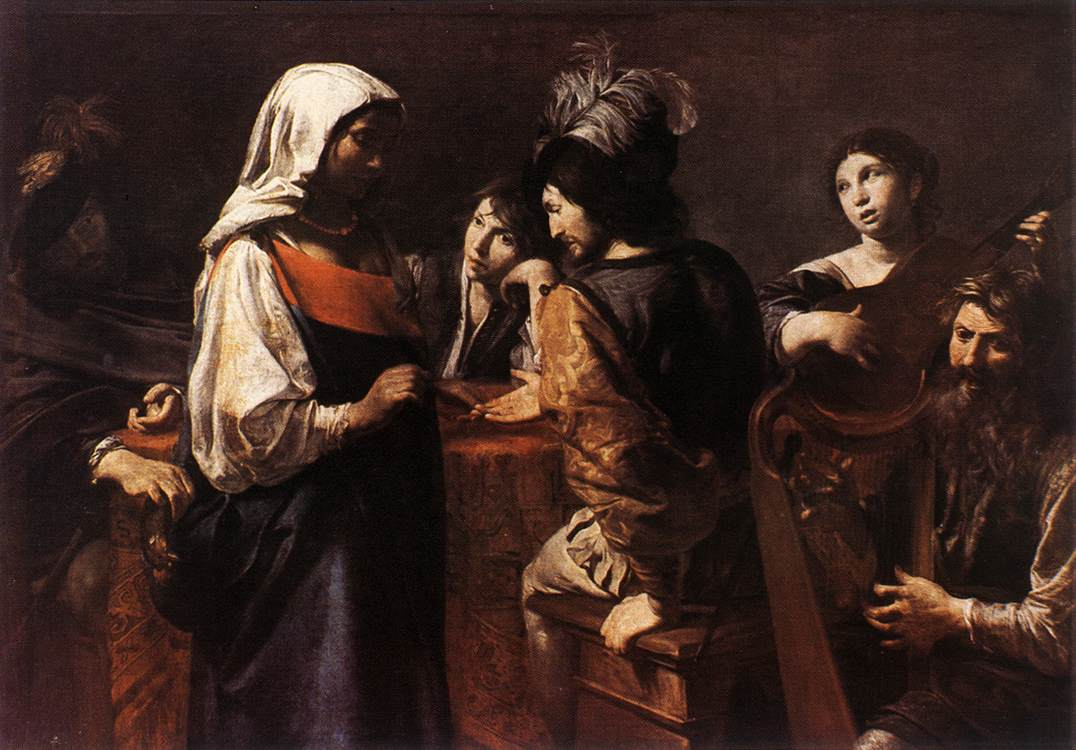
Valentin de Boulogne, La zingara, 1628, Louvre, Parigi
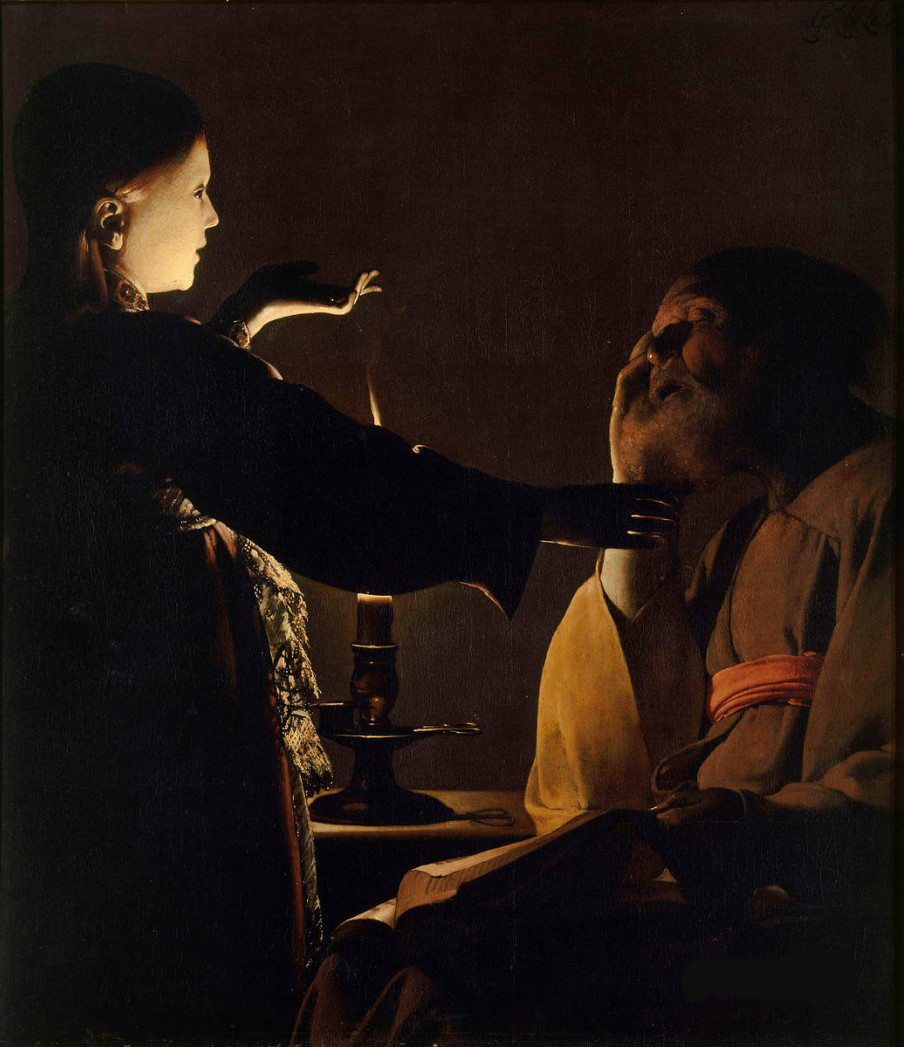
Georges de La Tour, Un angelo appare a San Giuseppe in sogno, Musée des Beaux-Arts de Nantes
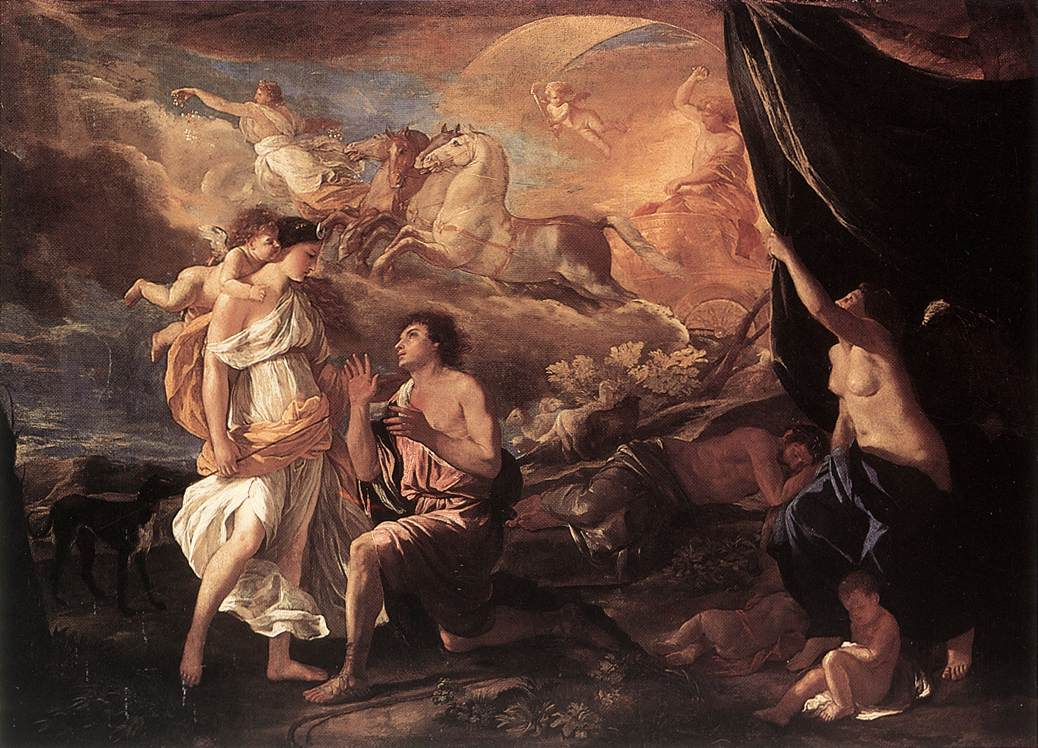
Nicolas Poussin,: Selene ed Endimione, c. 1630, Detroit Institute of Arts
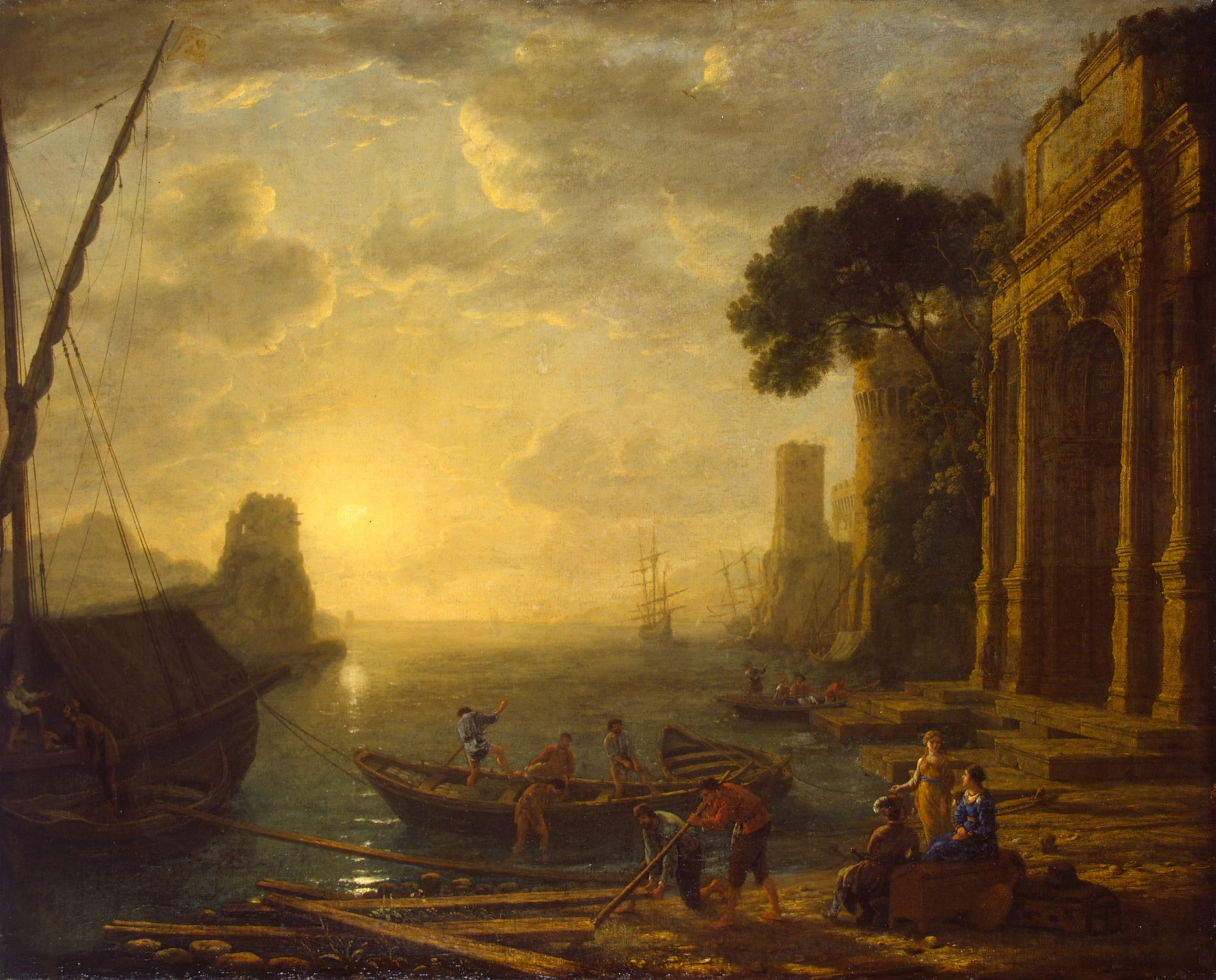
Claude Lorrain, Alba al porto, c. 1634, Eremitage, San Pietroburgo
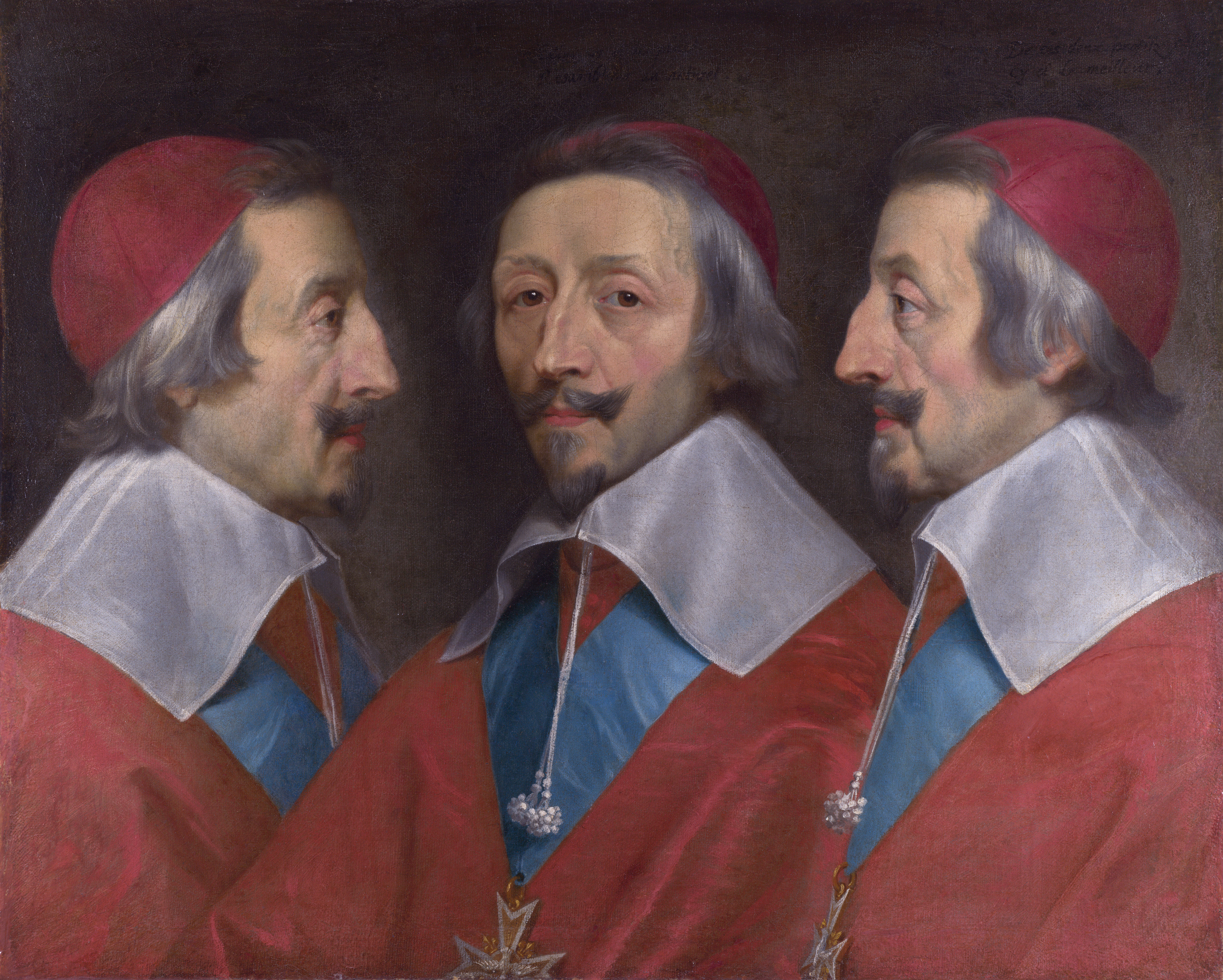
Philippe de Champaigne, Triplo ritratto del cardinale Richelieu, c. 1642 (?), National Gallery, Londra
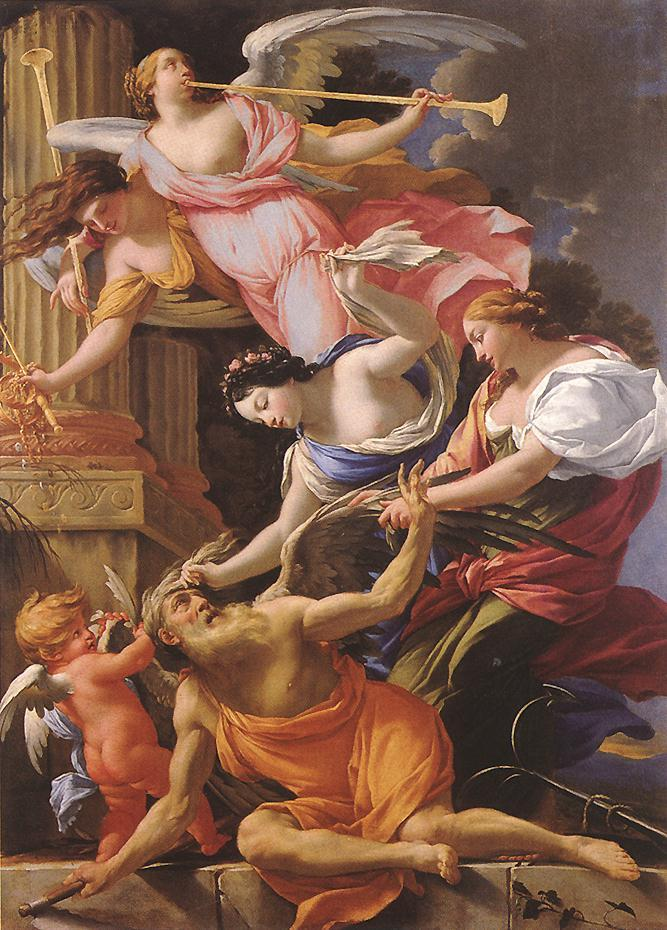
Simon Vouet, Saturno (= il Tempo), sconfitto dall'Amore, da Venere e dalla Speranza, c. 1645–46, Musée du Berry, Bourges

## Decorazione d'interni e artigianato

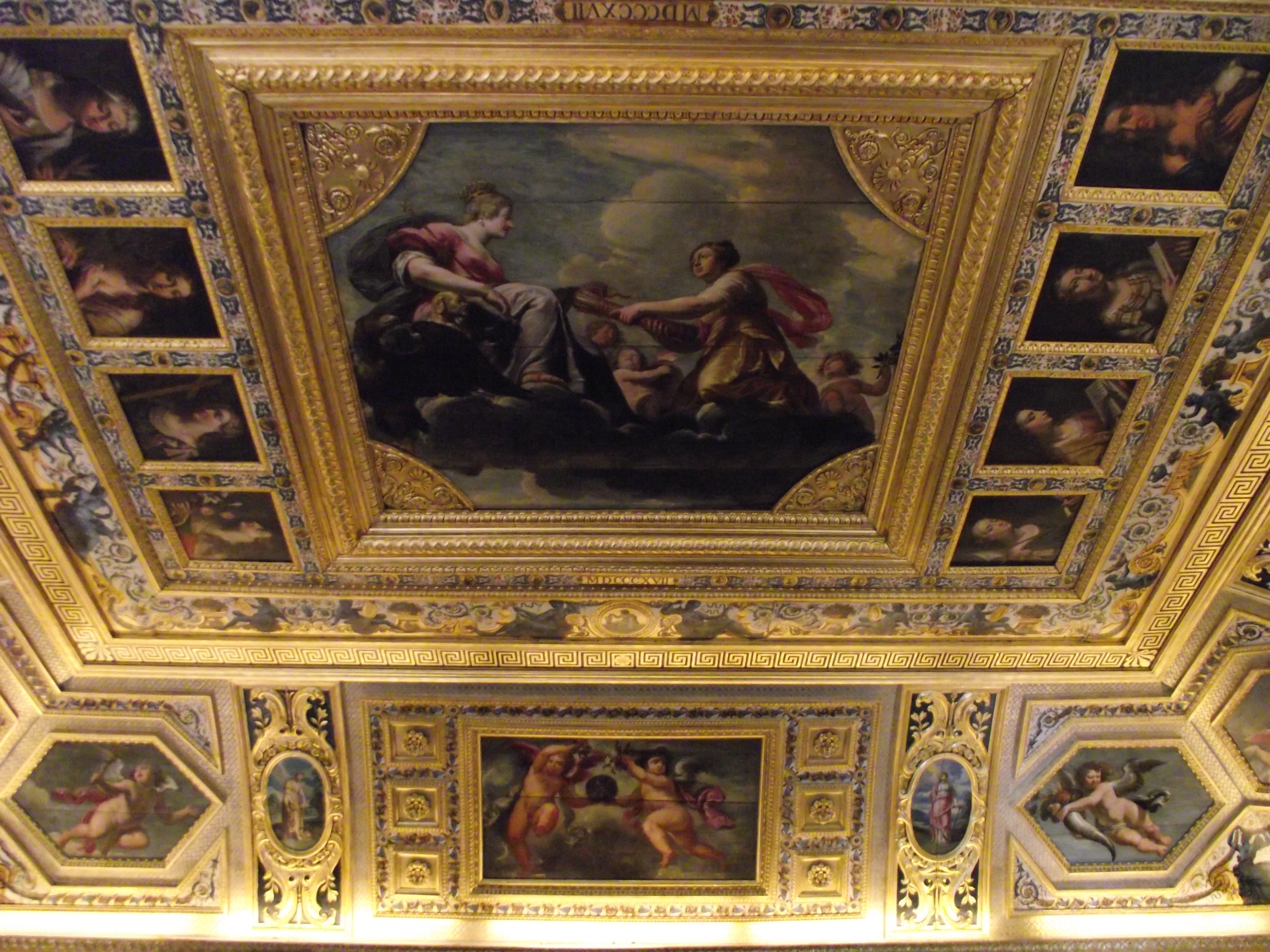
Soffitto della Salle du Livre d'Or del Palazzo del Lussemburgo a Parigi

Con l'editto di Nantes, terminarono temporaneamente le guerre di religione in Francia ed il paese sembrò ritrovare la pace per qualche tempo.
Il re e la sua corte ora trascorrevano molto tempo nelle loro residenze anziché sui campi di battaglia e ciò portò ad una crescente domanda di mobili in legno confortevoli e allo stesso tempo lussuosi, la maggior parte dei quali sono stati realizzati con l'utilizzo di legni di quercia e di abete. L'ebanisteria conobbe un forte boom, anche perché anche i mobili di uso quotidiano come sedie e tavoli erano ormai dotati di uno stile lussuoso e sontuoso e potevano essere realizzati in molte varianti. Nonostante la ricchezza di parti scolpite, ad ogni modo, i mobili erano ancora molto ingombranti anche per le case degli aristocratici perché la stabilità era ancora un elemento primario ed è per questo che nel caso dello stile Luigi XIII si parla spesso di "rigido splendore". Motivi popolari nell'intaglio erano teste di cherubini, festoni decorati, cartigli, ghirlande di frutti o fiori, grottesche e ornamenti con foglie d'acanto. Le superfici lisce erano spesso disegnate con intarsi con l'utilizzo di materiali pregiati come il marmo o l'ebano, anche se si dice che l'impiallacciatura d'ebano avesse effettivamente preso il via già con Maria de' Medici. Le caratteristiche del mobilio di stile Luigi XIII sono i supporti rigonfi, le forme attorcigliate (ad esempio colonne tortili) o a cipolla, in particolare sulle gambe delle sedie e nei braccioli. Quando si tratta di sedie, si possono distinguere due forme fondamentali: la sedia con schienale alto e la sedia tipo poltrona con braccioli e schienale basso. Gli schienali, a differenza dello stile precedente, erano spesso rivestiti in stoffa ed imbottiti. Le sedie erano rivestite spesso di velluti pesanti e ricamati finemente o con frangiature. I colori prevalenti erano il rosso, il verde o il giallo-bruno.
L'epoca di Luigi XIII portò in auge anche diverse tipologie di mobili che effettivamente non erano stati in uso in precedenza. Tra questi erano compresi i cabinet, delle vere e proprie casseforti a cassetti per riporvi oggetti preziosi e gioielli, sostenute alla base da un sistema di gambe tornite con impianto ad H. Questi come altri mobili necessariamente resistenti erano solitamente realizzati in legno di olivo o di quercia e potevano essere riccamente intarsiati in ebano o palissandro.
Parallelamente si diffonderanno letti sfarzosi con baldacchini di stoffe pregiate. Diverranno popolari anche i lit à repos, dei divani in forma di letto senza baldacchino dove riposare o distendersi durante il giorno.
Il tavolo Luigi XIII era di forma quadrangolare con cassetto centrale, ma la vera intenzione di quest'epoca furono le allunghi che rimarranno in uso anche durante lo stile successivo, il Luigi XIV. Il tavolo diventa per la prima volta con lo stile Luigi XIII un elemento fisso e con esso, dunque, vanno creandosi le prime sale da pranzo.
Importante risultò essere anche l'arte del legno applicata ai soffitti: come in precedenza rimanevano in uso i soffitti a cassettoni, ma le travi e i pannelli erano completamente dipinti con i classici motivi a fiori ripetuti o, più facilmente, inquadravano in ricche cornici delle tele o tavole dipinte poi applicate al soffitto.

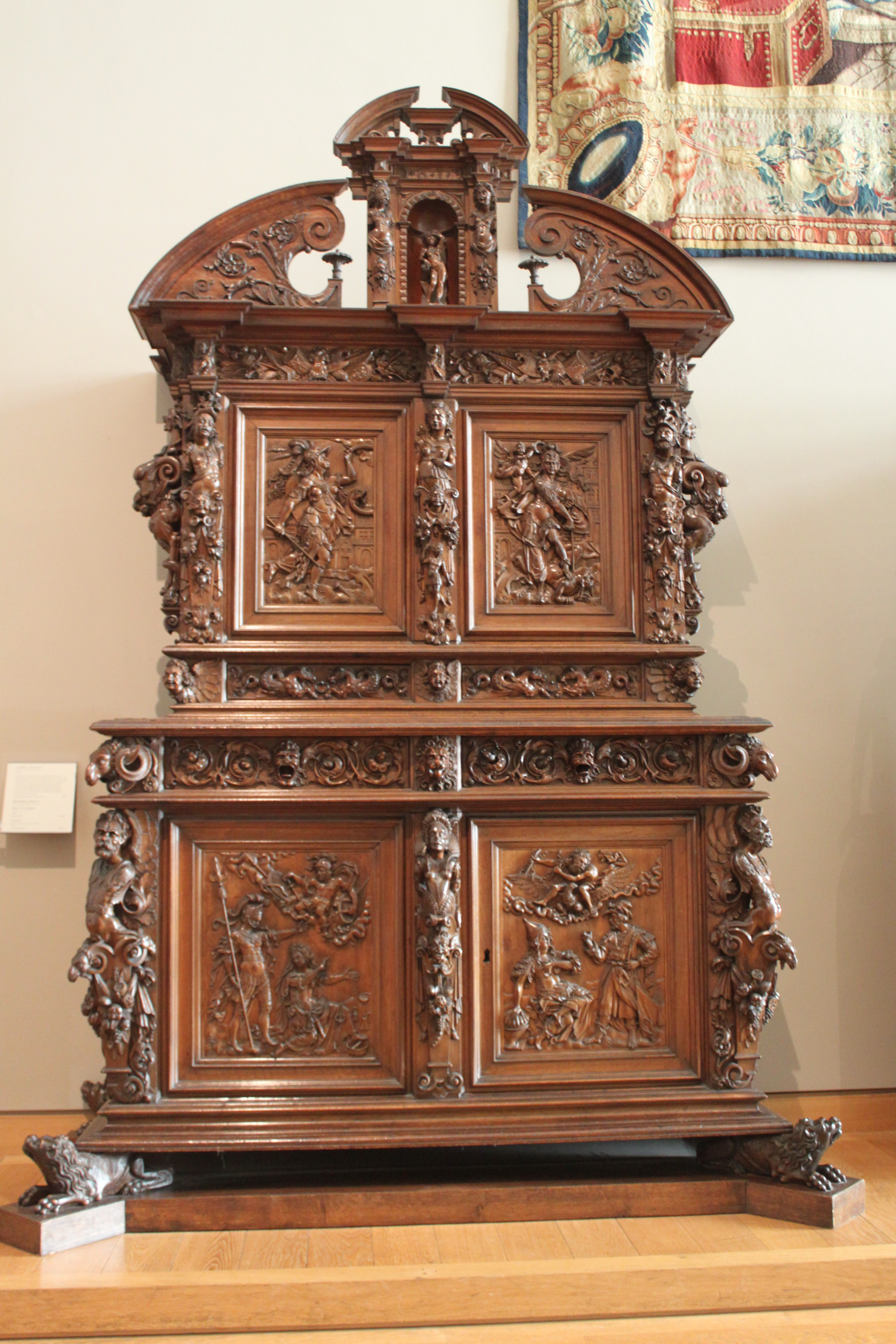
Mobile a credenza di stile Luigi XIII della prima metà del XVII secolo, Louvre, Département des Arts décoratifs (sala 31)
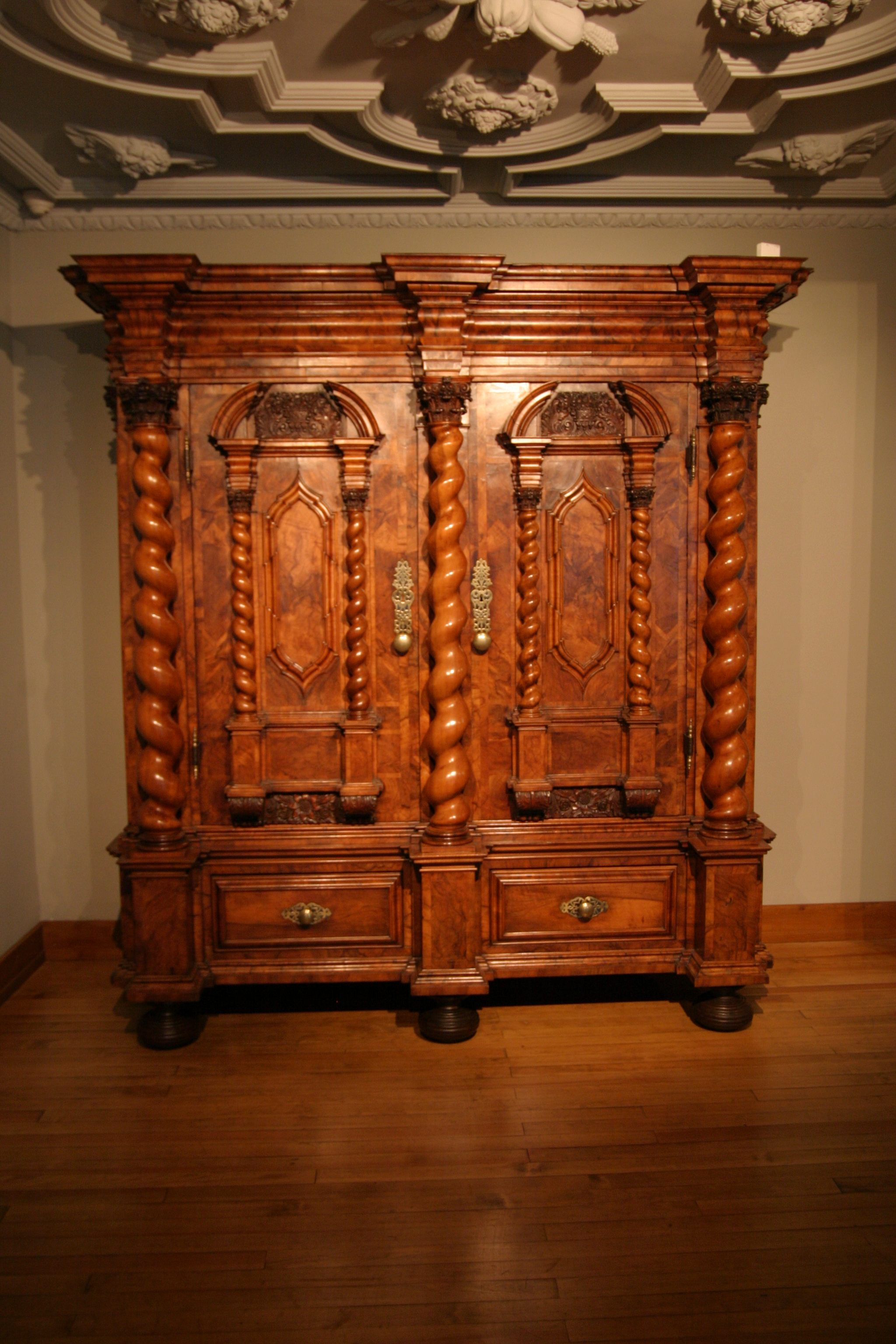
Mobile di stile Luigi XIII
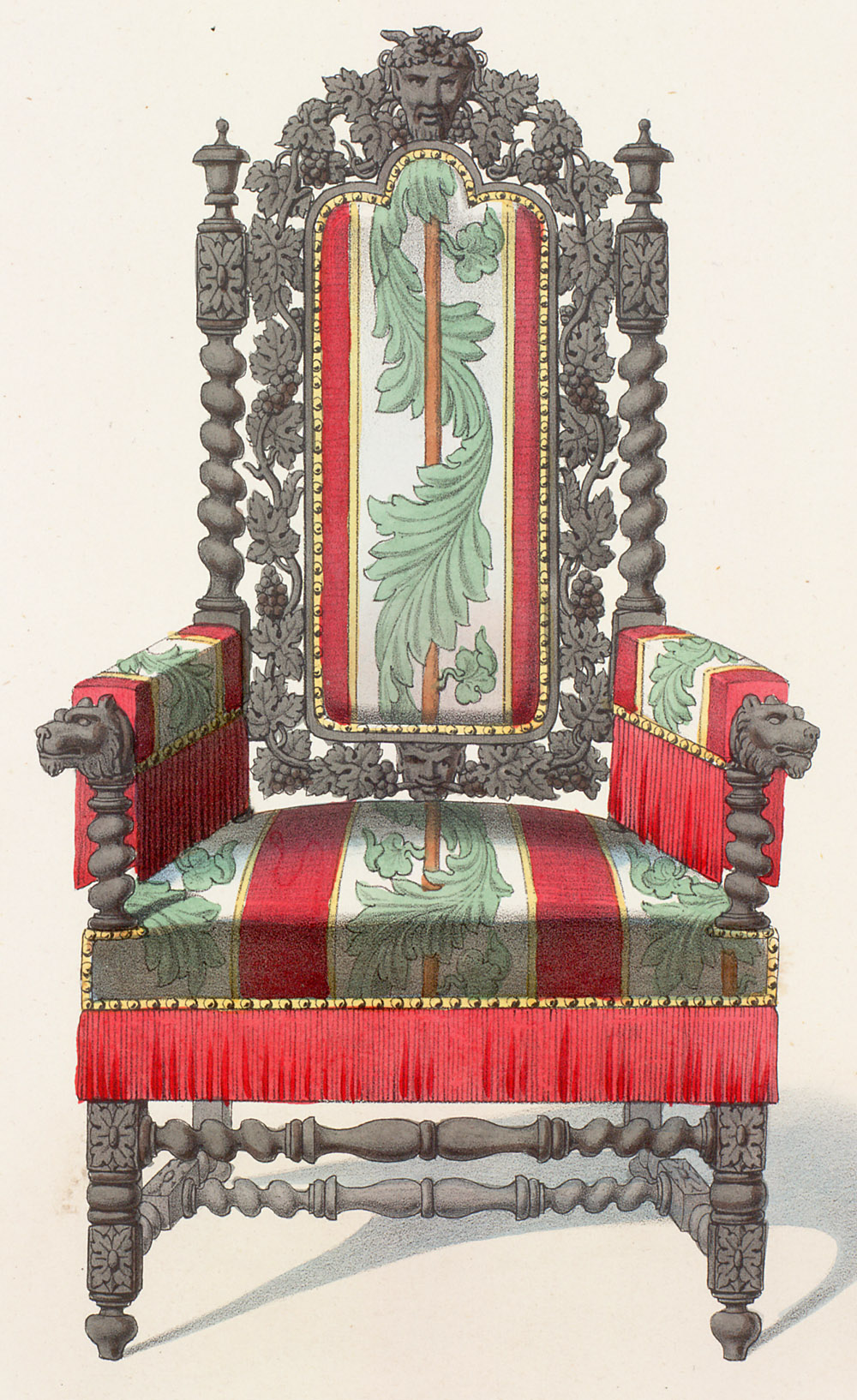
Sedia di stile Luigi XIII riccamente intagliata
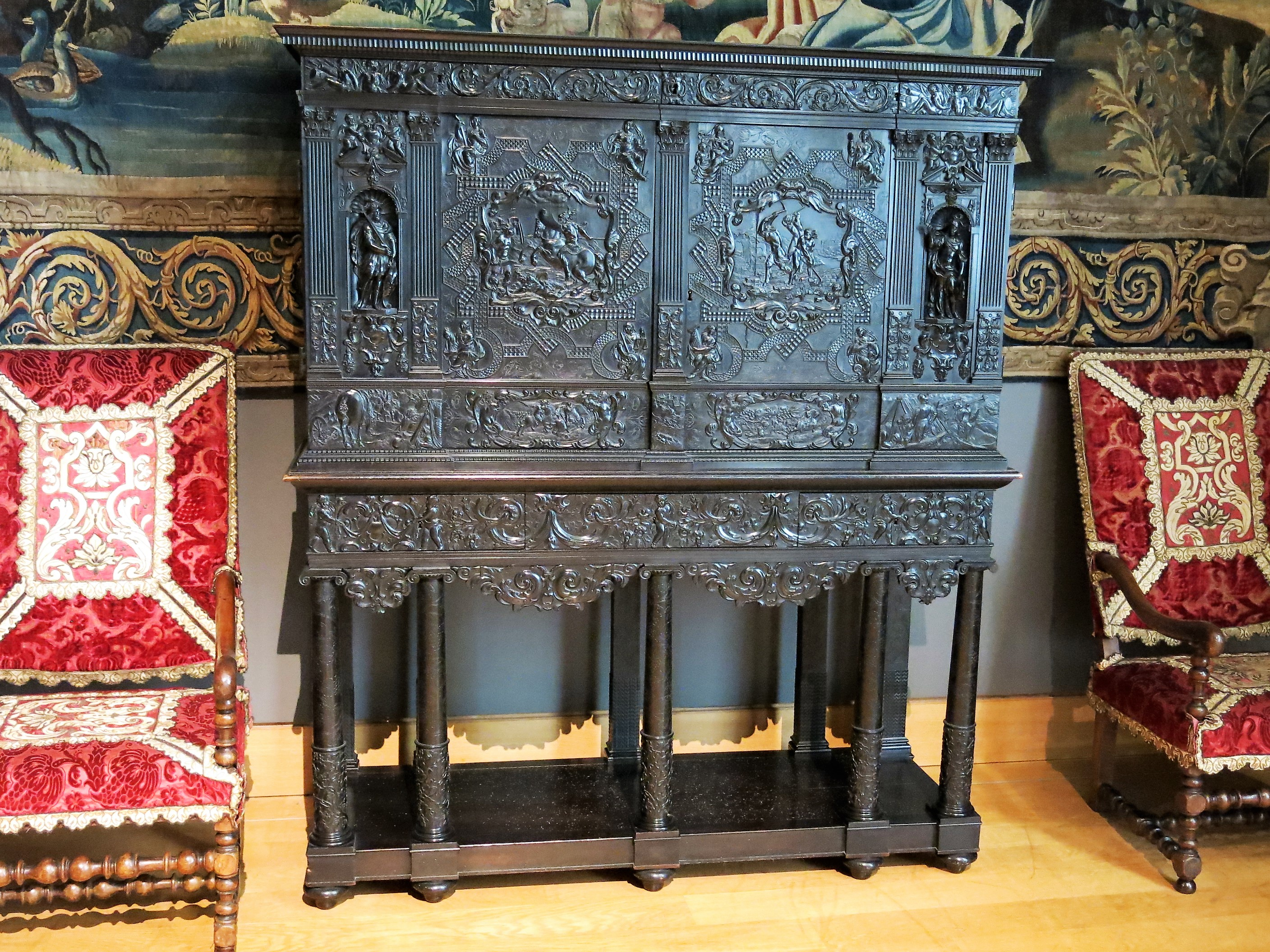
Mobile in ebano (Parigi c. 1645) e sedie in stile Luigi XIII, Louvre, Département des Arts décoratifs (sala 32)
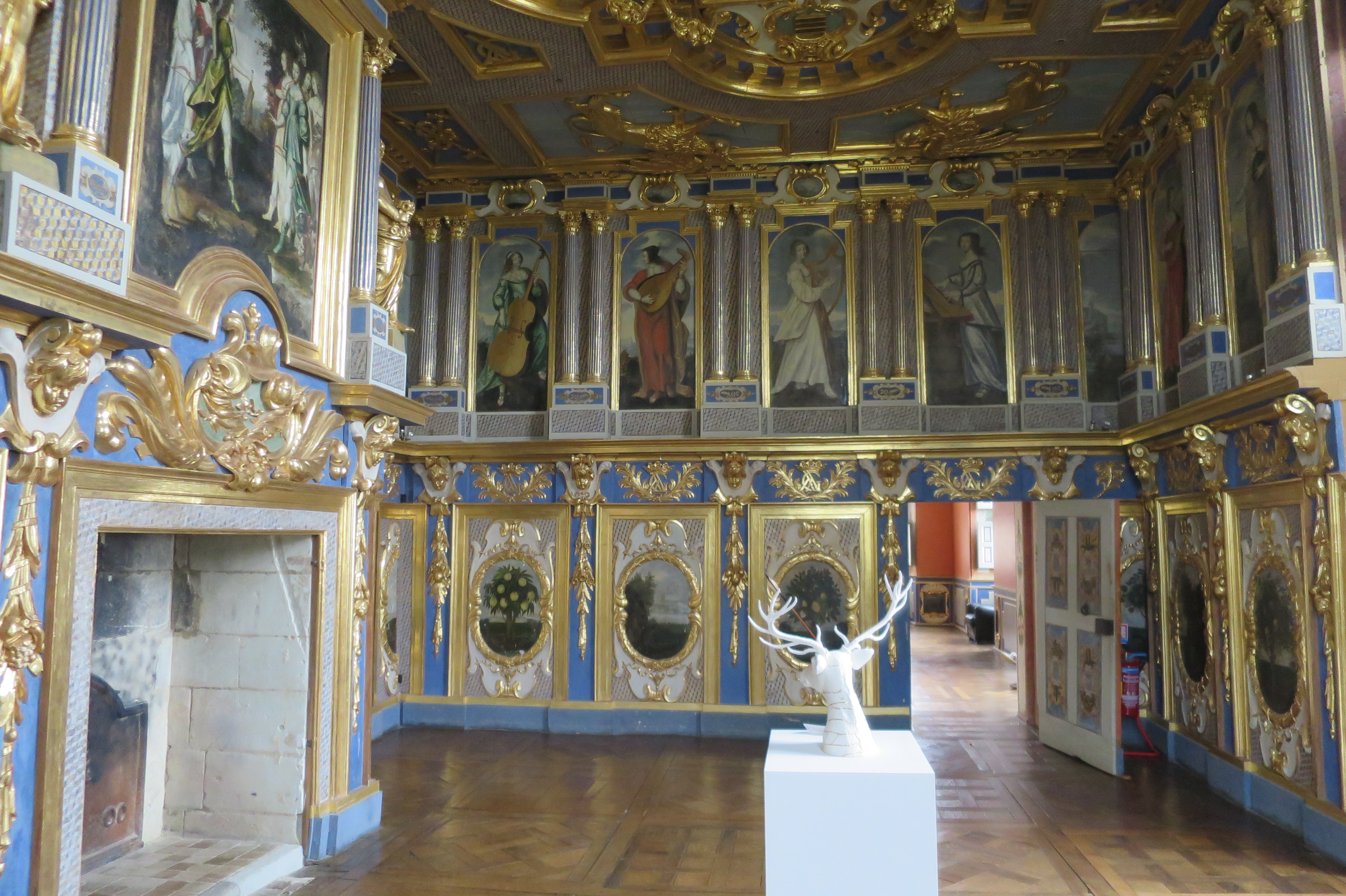
Raro arredamento Luigi XIII nel gabinetto della musica del castello di Oiron
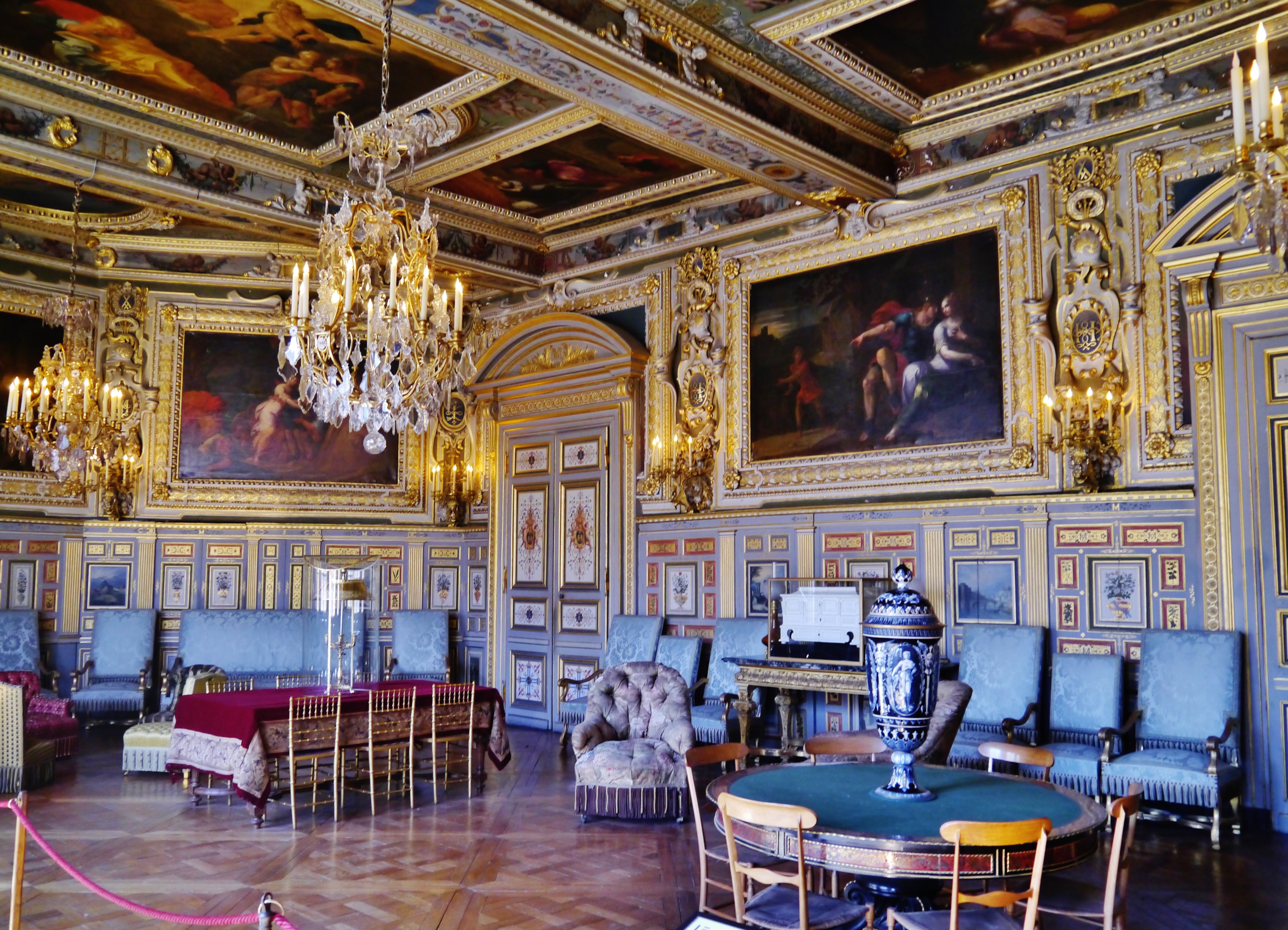
Salon Ovale (o Salon Louis XIII) nel castello di Fontainebleau con un ciclo di dipinti di Ambroise Dubois (1610). L'arredamento è di epoca successiva.

## Architettura
Uno dei campi più famosi dello stile Luigi XIII assieme alla pittura fu certamente quello dell'architettura, anch'essa fortemente influenzata dall'Italia.
Fondamentalmente, sotto Luigi XIII, si possono distinguere due tendenze architettoniche: da un lato uno stile tipicamente francese, che si caratterizza per edifici a colori con il rosso della muratura in mattoni interrotta da blocchi angolari e intelaiature di porte e finestre di pietra leggera, una tecnica chiamata Brique-et-Pierre in francese. Tale stile, già presente sotto il regno di Enrico IV di Francia, andò estinguendosi nello stile Luigi XIII. Gli edifici costruiti utilizzando questa tecnica di solito avevano il tetto rivestito di ardesia nera che contribuivano a creare un ulteriore contrasto di colore. Esempi di questa tecnologia sono le case intorno a Place des Vosges a Parigi, la prima fase di espansione della reggia di Versailles ed il Palazzo Balleroy progettato da François Mansart.
D'altra parte, l'ala detta di Gastone d'Orléans del castello di Blois presagiva già le prime idee del classicismo francese che in seguito avrebbe prevalso sotto Luigi XIV. L'architetto più famoso dello stile Luigi XIII fu indubbiamente Salomon de Brosse che progettò sia il Palazzo di Giustizia di Rennes che il già citato Palazzo del Lussemburgo per Maria de' Medici. La facciata della chiesa di Saint-Gervais da lui progettata a Parigi è uno dei primi esempi di architettura classicista, così come la chiesa progettata da Mansart per l'Abbazia di Val-de-Grâce fondata dalla regina Anna d'Austria. Una più forte influenza italiana è ancora oggi evidente anche nei progetti di Jacques Lemercier. Questi ottenne commissione nel 1635 dal cardinale Richelieu di realizzare la cappella della Sorbona che portò poi a compimento nel 1642, oltre al monumentale Palais-Cardinal per Richelieu a Parigi che in seguito divenne il Palais Royal e passò poi ancora nelle mani della famiglia dei duchi d'Orléans (dell'originale si è conservato ben poco dopo l'incendio del 1871). Anche la lussuosa tenuta di campagna di Richelieu a Poitou è oggi scomparsa.

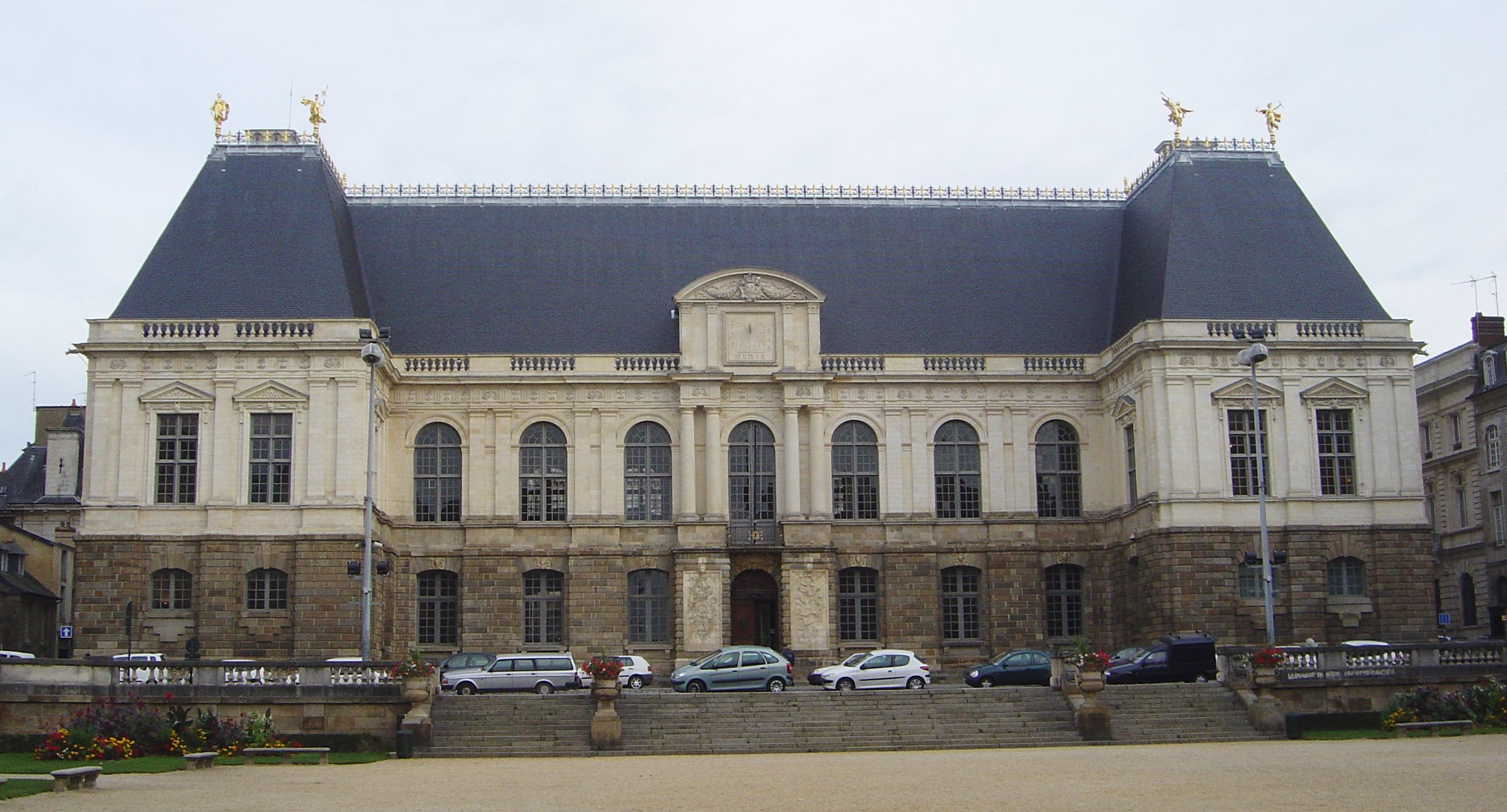
Il palazzo di giustizia di Rennes
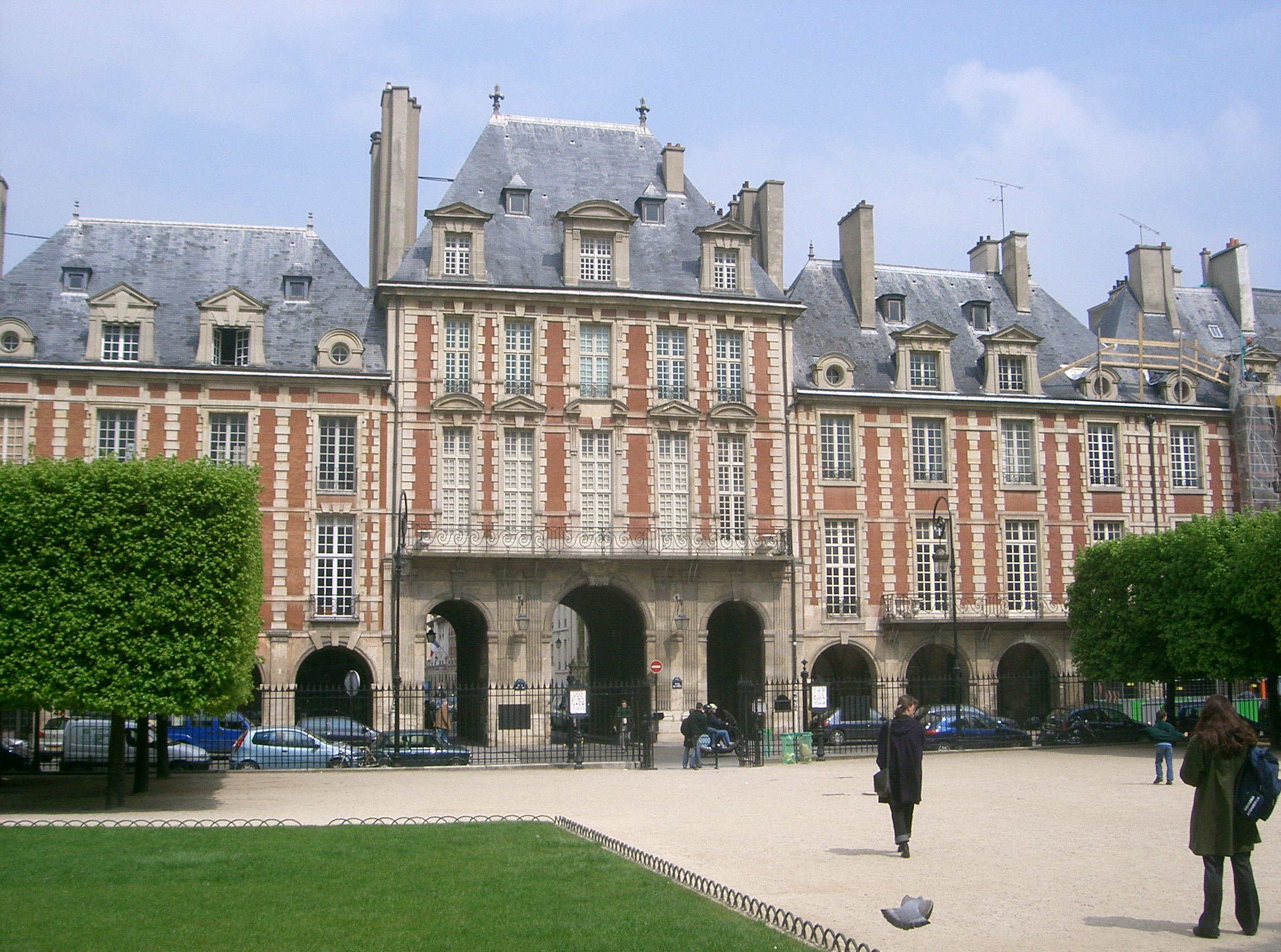
Il Pavillon de la Reine a Place des Vosges, Parigi
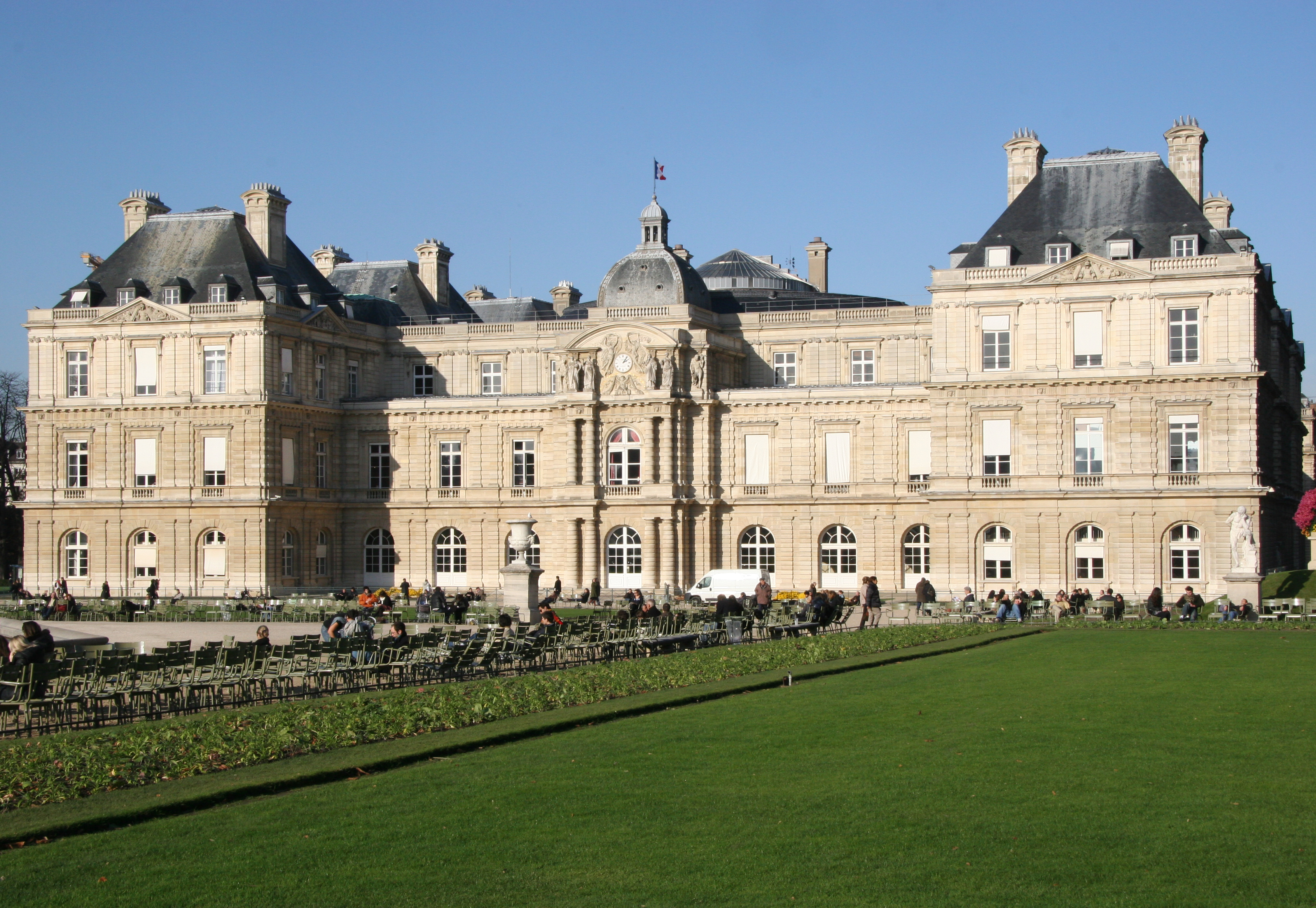
Il Palazzo del Lussemburgo, Parigi
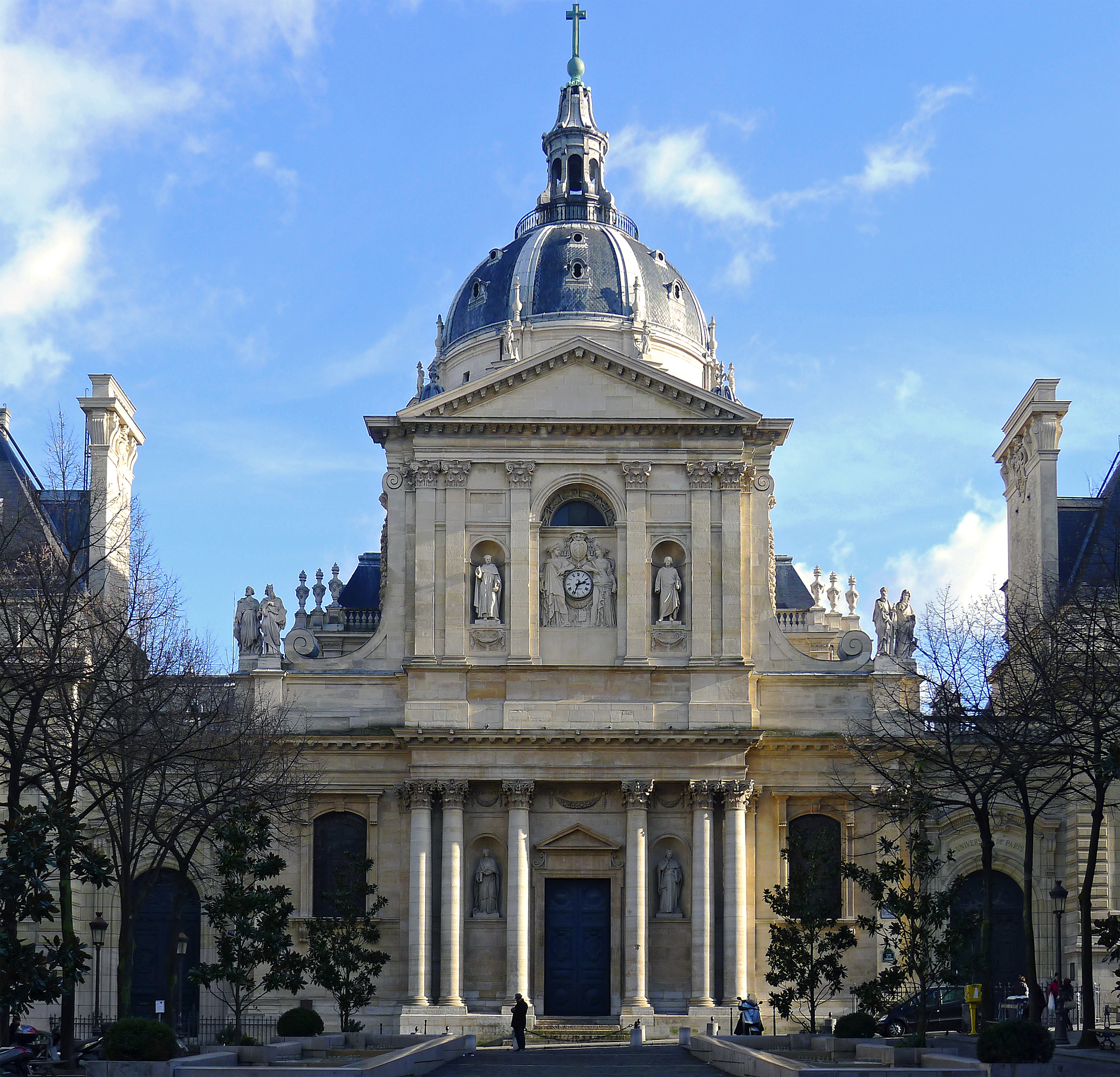
La facciata ovest della Cappella della Sorbona a Parigi
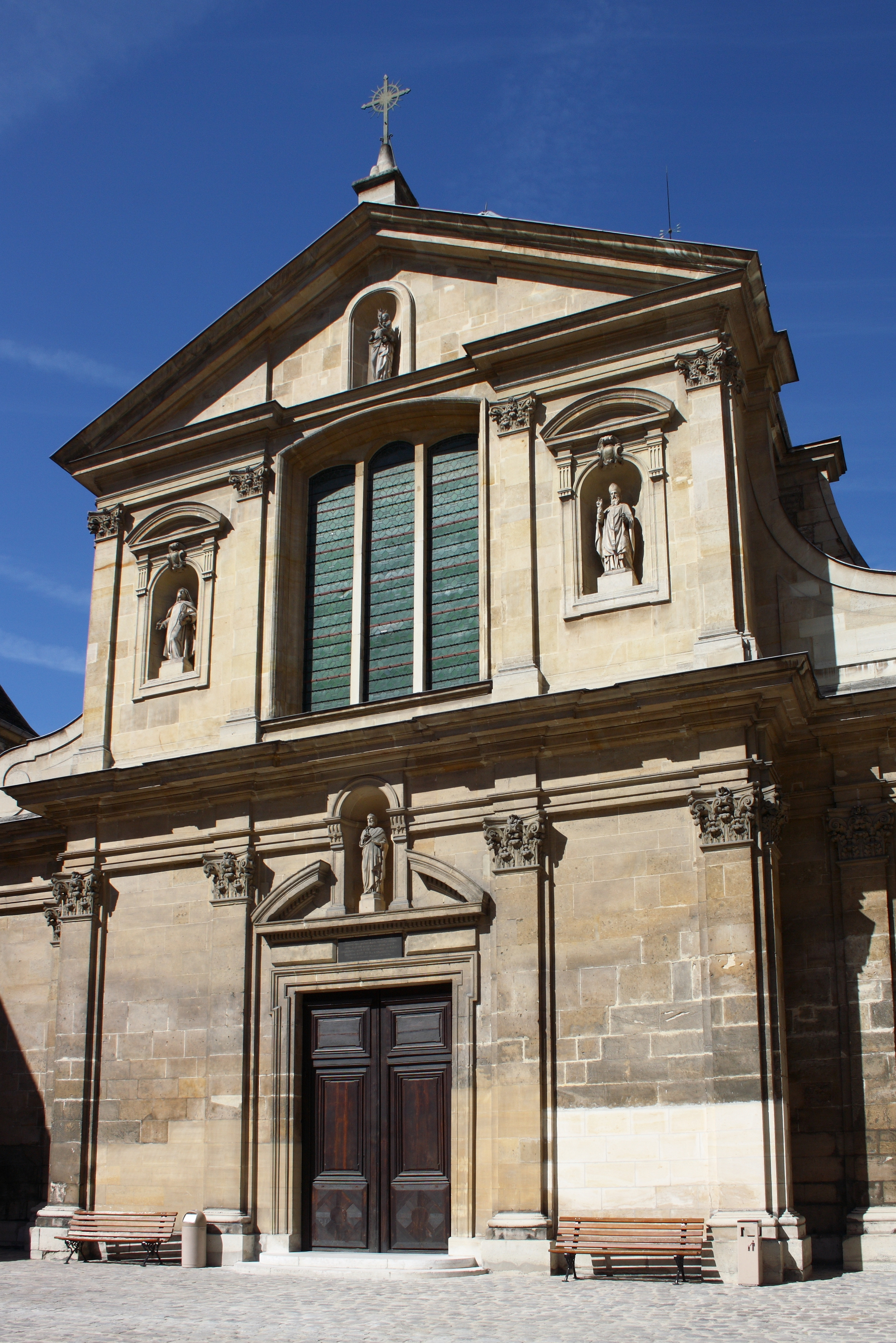
Facciata della chiesa di Saint-Joseph-des-Carmes, Parigi, di Jacques Lemercier
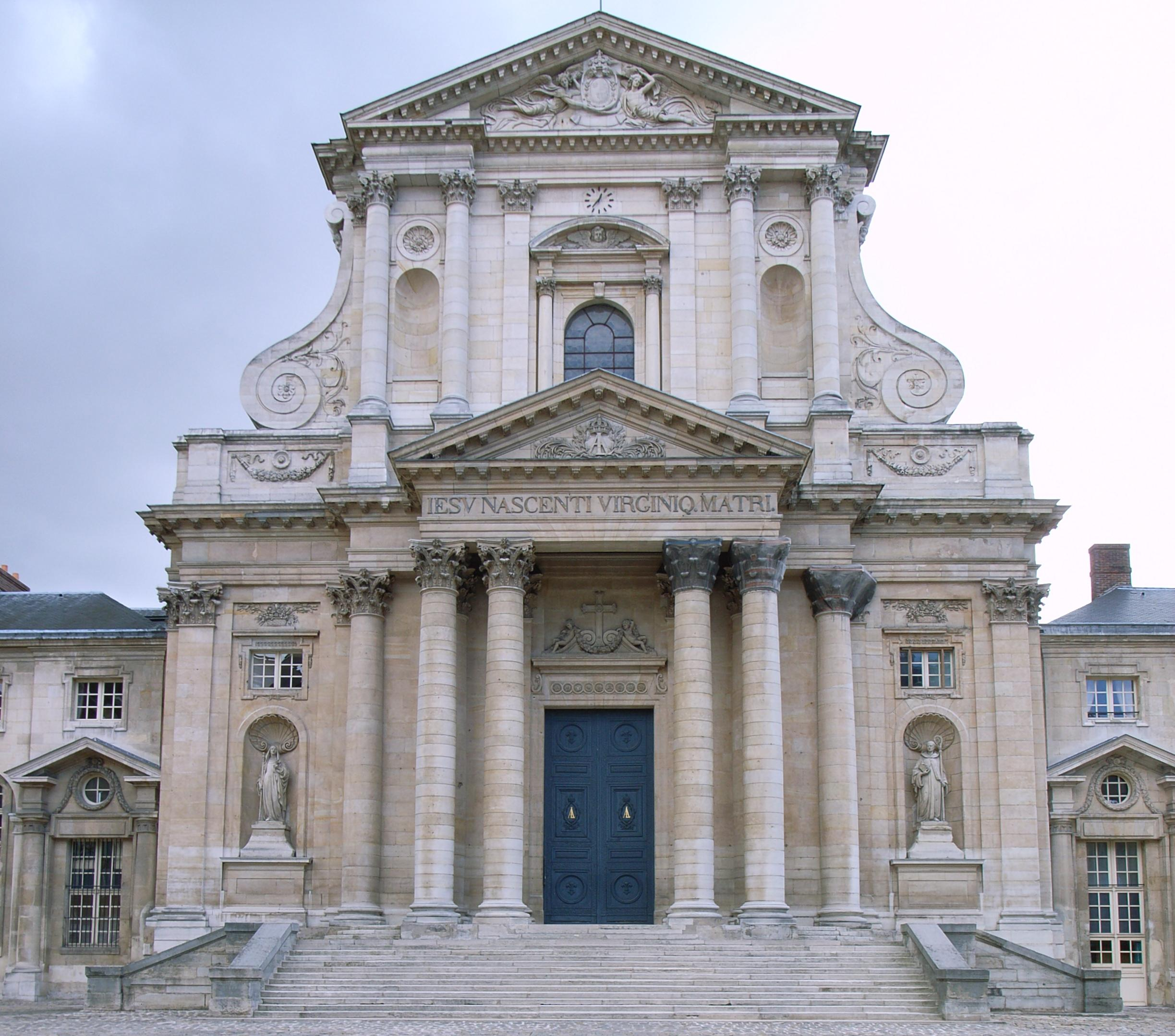
Facciata della chiesa di Val-de-Grâce